# Alex Valencia
Alex Marcel Lund Valencia (n. Bergen, Noruega, 22 de septiembre de 1979) es un deportista noruego de ascendencia colombiana. Ha sido profesional en el fútbol y el futsal.

## Vida personal
Alex nació al igual que su padre el también futbolista (Arnt Hugo Lund) en noruega y su madre es colombiana.
En cuanto lo deportivo Alex, a pesar de tener la nacionalidad colombiana decido quedarse con la noruega, para militar en esta selección.
Fue convocado a las selección de fútbol de Noruega en las categorías sub-15, sub-17, sub-21 y la selección absoluta. 

## Clubes
| Club         | País      | Año         |
| ------------ | --------- | ----------- |
| Asane        | Noruega   | 1998        |
| Brann        | Noruega   | 1998 - 2003 |
| Start        | Noruega   | 2003 - 2007 |
| Aarhus       | Dinamarca | 2007 - 2008 |
| Odd Grenland | Noruega   | 2008 - 2009 |
| Fredrikstad  | Noruega   | 2009 - 2012 |
| Asane        | Noruega   | 2013        |

## Estadísticas
| Temporada         | Club              | Div.              | Liga     | Liga  | Copa     | Copa  | Total    | Total |
| Temporada         | Club              | Div.              | Partidos | Goles | Partidos | Goles | Partidos | Goles |
| ----------------- | ----------------- | ----------------- | -------- | ----- | -------- | ----- | -------- | ----- |
| 1998              | Brann             | 1.ª               | 3        | 0     | -        | -     | 3        | 0     |
| 1999              | Brann             | 1.ª               | 1        | 0     | 2        | 1     | 3        | 1     |
| 2000              | Brann             | 1.ª               | 15       | 1     | 1        | 0     | 16       | 1     |
| 2001              | Brann             | 1.ª               | 26       | 1     | 5        | 2     | 31       | 3     |
| 2002              | Brann             | 1.ª               | 21       | 3     | 4        | 1     | 25       | 4     |
| 2003              | Brann             | 1.ª               | 14       | 2     | 4        | 1     | 18       | 3     |
| 2004              | Start             | 2.ª               | 22       | 2     | 2        | 2     | 24       | 4     |
| 2005              | Start             | 1.ª               | 26       | 6     | 4        | 2     | 30       | 8     |
| 2006              | Start             | 1.ª               | 21       | 2     | 3        | 3     | 24       | 5     |
| 2007              | Start             | 1.ª               | 8        | 1     | 2        | 1     | 10       | 2     |
| 2007–08           | AGF               | 1.ª               | 23       | 2     | -        | -     | 23       | 2     |
| 2008–09           | AGF               | 1.ª               | 1        | 0     | -        | -     | 1        | 0     |
| 2008              | Odd Grenland      | 2.ª               | 9        | 0     | 2        | 0     | 11       | 0     |
| 2009              | Odd Grenland      | 1.ª               | 15       | 0     | 1        | 0     | 16       | 0     |
| 2009              | Fredrikstad       | 1.ª               | 6        | 1     | 0        | 0     | 6        | 1     |
| 2010              | Fredrikstad       | 2.ª               | 22       | 2     | 2        | 3     | 24       | 5     |
| 2011              | Fredrikstad       | 1.ª               | 9        | 0     | 3        | 1     | 12       | 1     |
| 2012              | Fredrikstad       | 1.ª               | 17       | 2     | 1        | 0     | 18       | 2     |
| 2013              | Åsane             | 3.ª               | 9        | 4     | -        | -     | 9        | 4     |
| Consolidado Total | Consolidado Total | Consolidado Total | 268      | 29    | 36       | 17    | 304      | 46    |

## Futsal
Representó a Noruega en el Campeonato Mundial de Futsal de 2003.